# Яхогоев, Михаил Ардашукович
Михаи́л Ардашу́кович (Ардошукович)  Яхого́ев (1919—1990) — участник Великой Отечественной войны, телефонист миномётной батареи 360-го стрелкового полка 74-й стрелковой дивизии 13-й армии Центрального фронта, Герой Советского Союза, ефрейтор.

## Биография
Родился 15 сентября 1919 года в селе Псыгансу ныне Урванского района Кабардино-Балкарии.
с 1939 года — служил в Красной Армии на Дальнем Востоке. Участник Великой Отечественной войны с 1941 года. Член ВКП(б)/КПСС с 1943 года. Окончил высшую партийную школу в Ростове-на-Дону (1964).
Участник боёв на Курско-Орловской дуге. Был связистом миномётной батареи 360-го стрелкового полка.
Отличился при форсировании Десны. Будучи старшим телефонистом батареи 120-миллиметровых миномётов, установил связь и поддерживал её в тяжелых условиях боя.
При форсировании Днепра осенью 1943 года участвовал в разведке и переправе бойцов. Восемь раз под сильным огнём устранял повреждения линии связи. За этот подвиг Указом Президиума Верховного Совета СССР от 16 октября 1943 года было присвоено высокое звание Героя Советского Союза.
Принимал участие в боях за Киев, в Корсунь-Шевченковской операции, громил врага под Белой Церковью и Уманью.
День Победы встретил в Австрийских Альпах. Был участником Парада Победы 1945 года на Красной площади в Москве.
После войны жил в Нальчике. Работал на предприятиях сельского хозяйства и промышленности, в частности был инженером управления «Каббалкводстрой». Избирался депутатом Верховного Совета КБАССР двух созывов.
Умер в 1990 году.

## Награды и звания
- Указом Президиума Верховного Совета СССР от 16 октября 1943 года присвоено звание Героя Советского Союза
  - Медаль «Золотая Звезда» Героя Советского Союза
  - Орден Ленина;
- Орден Отечественной войны I степени
- Медали, в числе которых «За доблестный труд»

## Память
- В Нальчике именем Героя названа улица[4].
- В селе Псыгансу имя М. А. Яхогоева носит школа[5].
- В Нарткале проходит открытое первенство КБР по картингу, посвящённое памяти Героя Советского Союза Михаила Яхогоева.
- Имя Героя размещено на Аллее Славы в Комарине (Гомельская область, Беларусь), с портретом и биографией[6].